# 黒田一春
黒田 一春（くろだ かずはる）は、江戸時代前期から中期の筑前福岡藩大老。三奈木黒田家の第4代当主。

## 生涯
寛文7年（1668年）12月、福岡藩大老黒田一任の嫡子・一貫の長男として福岡で生まれる。元禄12年（1699年）1月、一貫の死去により家督を相続する。父の遺領1万6165石のうち1165石を弟の加藤一利に分知し、知行1万5000石となる。
元禄13年（1700年）1月2日死去。聖福寺に葬られた。家督は弟の一利が相続した。
安永年間（1772年から1781年）に、福岡藩士・加藤一純によって編集された和文集「抹桑残玉集」（宮内庁書陵部蔵）に、一春作の「水鏡天満宮社記の末に添ふる詞・平産玉記」が収録されている。

## 参考サイト
- 扶桑残玉集 (第26冊) - 宮内庁書陵部所蔵資料目録・画像公開システム
- 黒田一春 - 國學院大學デジタル・ミュージアム国学関連人物データベース[リンク切れ]